# Sepúlveda (udde)
Sepúlveda är en udde i Antarktis. Den ligger i Västantarktis. Argentina, Chile och Storbritannien gör anspråk på området.
Terrängen inåt land är bergig österut, men åt sydväst är den kuperad. Havet är nära Sepúlveda åt nordväst. Trakten är obefolkad. Det finns inga samhällen i närheten. 